# 100P/Hartley
100P/Hartley (także Hartley 1) – kometa krótkookresowa z rodziny komet Jowisza.

## Odkrycie
Kometę tę odkrył astronom Malcolm Hartley 13 czerwca 1985 roku. W nazwie znajduje się zatem nazwisko odkrywcy.

## Orbita komety
Orbita komety 100P/Hartley ma kształt elipsy o mimośrodzie 0,41. Jej peryhelium znajduje się w odległości 2,01 j.a., aphelium zaś 4,84 j.a. od Słońca. Jej okres obiegu wokół Słońca wynosi 6,35 roku, nachylenie do ekliptyki to wartość 25,59˚.